# OK Čepin
Odbojkaški klub "Čepin" (OK "Čepin"; O.K. "Čepin"; "Čepin") je ženski odbojkaški klub iz Čepina, Osječko-baranjska županija, Republika Hrvatska.  
 
U sezoni 2024./25. seniorska ekipa "Čepina" se natjecala u "Prvoj B hrvatskoj ženskoj odbojkaškoj ligi – Istok", ligi trećeg stupnja odbojkaškog prvenstva Hrvatske za žene. 

## Vanjske poveznice
- OK Čepin, Facebook stranica
- Odbojka Čepin, Facebook stranica
- ODBOJKAŠKI KLUB ČEPIN OFFICIAL, Instagram stranica
- natjecanja.hos-cvf.hr, OK ČEPIN

- (engl.) hos-web.dataproject.com, OK Čepin
- (engl.) women.volleybox.net, OK Čepin